# Genetica

Struttura a elica del DNA, molecola contenente le informazioni genetiche

La genetica (γενετική, aggettivo derivato da γένεσις ghénesis, «genesi, origine») è la branca della biologia che studia i geni, l'ereditarietà e la variabilità genetica negli organismi viventi. Il campo di studio della genetica si focalizza dunque sulla comprensione dei meccanismi alla base di questi fenomeni, noti sin dall'antichità, assieme all'embriologia, ma non spiegati fino al XIX secolo, grazie ai lavori pionieristici di Gregor Mendel, considerato per questo il padre della genetica.
Egli infatti per primo, pur non sapendo dell'esistenza dei cromosomi e della meiosi, attribuì ai "caratteri" ereditati in modo indipendente dagli individui parentali, la proprietà di determinare il fenotipo dell'individuo.
In una visione moderna, l'informazione genetica degli organismi è contenuta all'interno della struttura chimica delle molecole di DNA.
I "caratteri" mendeliani dell'individuo corrispondono a sequenze di DNA (acido desossiribonucleico) ed RNA (acido ribonucleico) chiamate geni presenti nel genoma. I geni infatti contengono l'informazione per produrre molecole di RNA e proteine che permettono lo sviluppo e la regolazione dei caratteri cui sono correlati. Le proteine vengono prodotte attraverso la trascrizione del DNA a RNA, che viene trasportato fino ai ribosomi dall'RNA messaggero, che viene tradotto in proteina dagli stessi. Tale processo è noto come dogma centrale della biologia molecolare. Alcuni geni sono trascritti in RNA, ma non divengono proteine, assolvendo a fondamentali funzioni biologiche.
Sebbene la genetica giochi un ruolo importante nel determinare l'aspetto ed il comportamento dell'individuo, è la sua interazione con l'ambiente a determinare l'aspetto complessivo. Per questo motivo due gemelli identici, sebbene aventi lo stesso patrimonio genetico, possono avere diverse personalità.

## Storia
Thomas Hunt Morgan osservò come la mutazione che causava la presenza di occhi bianchi in Drosophila fosse legata al sesso dell'animale. Ciò gli permise di ipotizzare che i geni si trovassero sui cromosomi.

Diagramma genetico illustrante lo sviluppo dal DNA alla cellula vivente

Nella seconda parte del XIX secolo la teoria evoluzionistica di Charles Darwin andava via via affermandosi. Fu tuttavia il contributo del monaco ceco Gregor Mendel a fornire la base teorica alla questione dell'ereditarietà dei caratteri, che Darwin aveva risolto ipotizzando il meccanismo, poi rivelatosi errato, della pangenesi. Le teorie di Mendel prevedevano l'assortimento indipendente dei caratteri e non il rimescolamento dei caratteri stessi proposto da Darwin. La pangenesi non aveva alcuna prova sperimentale alla sua base. In ogni caso, le tesi di Mendel furono ampiamente ignorate fino all'inizio del XX secolo, quando vennero riscoperte da altri biologi che si trovavano ad affrontare problemi simili.
La stessa parola genetica fu coniata solo nel 1905 dallo scienziato britannico William Bateson in una lettera, rivolta a Adam Sedgwick, datata 18 aprile. Bateson fu anche il primo ad usare il termine genetica in ambito ufficiale, nel corso della Terza Conferenza Internazionale sull'Ibridazione delle Piante del 1906 a Londra.

### La genetica classica
Negli anni successivi alla riscoperta delle tesi di Mendel, si avviò un gran numero di esperimenti tesi a delucidare le basi molecolari dell'ereditarietà. Nel 1910 Thomas Hunt Morgan suggerì che i geni si trovassero nei cromosomi, in seguito ad osservazioni su Drosophila (il moscerino della frutta). Morgan notò infatti che le mutazioni che generavano un colore bianco dei cromatidi erano trasmesse in modo differente tra individui di diverso sesso in quanto questo gene mutante si trova sul cromosoma X. In seguito un suo studente, C.B. Bridges, dimostrò con vari esperimenti la correttezza dell'asserzione di Morgan. In più osservò il fenomeno della non-disgiunzione in Drosophila m. e scopri che il cromosoma Y di quest'ultima non ha rilevanza nella determinazione del sesso ma influenza la fertilità nei maschi. Nel 1913 il suo studente Alfred Sturtevant utilizzò il fenomeno del linkage genetico e le frequenze di ricombinazione ad esso associate per dimostrare e mappare la disposizione lineare dei geni lungo il cromosoma.

La struttura chimica del DNA

Sebbene i cromosomi fossero comunemente accettati come sito di localizzazione dei geni, all'inizio degli anni venti non vi era ancora chiarezza sulla composizione molecolare dei geni stessi. I cromosomi, infatti, sono composti sia di proteine che di DNA.
Nel 1928 Frederick Griffith pubblicò i risultati del suo lavoro (noto come esperimento di Griffith) sul fenomeno della trasformazione batterica, ipotizzando la presenza di un principio trasformante.

### La genetica del DNA
Sedici anni più tardi (nel 1944) Oswald Theodore Avery, Colin MacLeod e Maclyn McCarty ripresero la trasformazione, isolando ed identificando il DNA come molecola responsabile della trasformazione stessa. Nel 1952 l'esperimento di Hershey-Chase identificò il DNA come la molecola contenente il materiale genetico dei virus, ulteriore prova del fatto che il DNA fosse la molecola responsabile dell'ereditarietà.
Nel 1953 James Watson e Francis Crick completarono la risoluzione del DNA attraverso la cristallografia a raggi X eseguita da Rosalind Franklin, individuandone la celebre struttura a doppia elica: ogni nucleotide posto su un filamento aveva un nucleotide complementare sull'altro. Tale struttura, oltre a chiarire che l'informazione è contenuta concretamente nelle sequenze di nucleotidi, suggerì immediatamente il meccanismo fisico sottostante la replicazione del DNA. Essa infatti consiste nella separazione dell'elica nei due filamenti e nella ricostruzione di filamenti complementari ad entrambi.

### La genomica
I decenni successivi sono stati caratterizzati da una nuova espansione dei propri studi resi possibili dalla scoperta stessa della struttura del DNA. La scoperta degli enzimi di restrizione, in grado di tagliare in modo estremamente preciso, ha aperto la via ad una gestione sempre più efficace degli acidi nucleici. Lo sviluppo delle tecniche di sequenziamento del DNA nel 1977 hanno permesso la determinazione precisa delle sequenze nucleotidiche dei geni. La messa a punto della reazione a catena della polimerasi (PCR) da parte di Kary Banks Mullis nel 1983 ha reso possibile l'isolamento e l'amplificazione di sequenze specifiche di DNA. Queste ed altre tecniche hanno permesso al Progetto genoma umano e alla Celera Genomics di annunciare nel 2001 il completamento del sequenziamento dell'intero genoma umano.
Infatti le mutazioni cambiano il DNA dei neucleotidi facendo variare tutto un organismo in due modi, o con le cellule somatiche o con le cellule riproduttive.

### Cronologia della genetica
- 1865 - Gregor Mendel scrive il libro Esperimenti sugli ibridi vegetali in cui presenta i risultati dei suoi studi sull'ereditarietà nel pisello odoroso.
- 1869 - Friedrich Miescher scopre un acido debole all'interno dei globuli bianchi, che poi sarà identificato come DNA.[1]
- 1880-1890 – Walther Flemming, Eduard Strasburger e Edouard van Beneden descrivono la distribuzione dei cromosomi durante la divisione cellulare.
- 1903 - Si scopre che i cromosomi sono delle unità ereditarie.[6]
- 1906 - Il termine "genetica" è utilizzato per la prima volta pubblicamente dallo scienziato William Bateson.
- 1910 - Thomas Hunt Morgan dimostra che i geni risiedono nei cromosomi e scopre l'esistenza di geni associati che non seguono le leggi di ereditarietà mendeliane.
- 1913 - Alfred Sturtevant costruisce la prima mappa genica di un cromosoma e determina che le mappe geniche contengono geni disposti in ordine lineare.
- 1918 - Ronald Fisher pubblica On the correlation between relatives on the supposition of Mendelian inheritance - ("La correlazione tra genitori sulla base delle supposizioni dell'ereditarietà mendeliana") e mette in correlazione gli studi mendeliani con quelli darwiniani: è l'inizio della cosiddetta sintesi moderna.
- 1927 - Alterazioni fisiche dei geni vengono chiamate mutazioni.
- 1928 - Frederick Griffith scopre un principio trasformante trasmissibile nei batteri.
- 1931 - Si scopre che il crossing-over è la causa della ricombinazione genetica.
- 1941 - Edward Lawrie Tatum e George Wells Beadle dimostrano che i geni codificano per proteine. Formulano il cosiddetto dogma centrale della biologia molecolare.
- 1944 - Oswald Theodore Avery, Colin MacLeod e Maclyn McCarty dimostrano che è il DNA ad essere la molecola che contiene l'informazione genetica. Gli esperimenti si basano sulla scoperta del processo di trasformazione batterica.
- 1950 - Erwin Chargaff dimostra che i quattro nucleotidi sono presenti nel DNA, in cellule dello stesso organismo, in proporzioni stabili; ma in proporzioni diverse se consideriamo individui diversi (regole di Chargaff). Barbara McClintock scopre i trasposoni nel mais.
- 1952 - L'esperimento di Hershey-Chase fornisce un'ulteriore dimostrazione che il DNA è il vettore dell'informazione genica (anche nei fagi).
- 1953 - Viene pubblicato il celebre articolo in cui James Watson e Francis Crick (con l'aiuto di Rosalind Franklin) descrivono la struttura a doppia elica del DNA.[7]
- 1956 - Jo Hin Tjio e Albert Levan stabiliscono in 46 il numero esatto di cromosomi nella specie umana.
- 1958 - L'esperimento di Meselson e Stahl dimostra che per il DNA la replicazione è semiconservativa.
- 1961 - Si ha la prova definitiva che il codice genetico è organizzato in triplette (codoni).
- 1964 - Howard Temin dimostra, usando virus a RNA, che il dogma centrale presenta delle eccezioni.
- 1970 - Vengono scoperti gli enzimi di restrizione studiando il batterio Haemophilus influenzae.
- 1972 - Walter Fiers e il suo gruppo di lavoro determinano per la prima volta la sequenza di un gene.[8]
- 1976 - Walter Fiers e colleghi determinano la sequenza nucleotidica completa del fago ad RNA MS2.[9]
- 1977 - Il DNA è sequenziato per la prima volta da Fred Sanger, Walter Gilbert e Allan Maxam in maniera indipendente. Il laboratorio di Sanger ha completato la sequenza completa dell'intero genoma del fago Φ-X174.[10]
- 1983 - Kary Banks Mullis mette a punto la PCR, la reazione a catena della polimerasi, una tecnica che permette la facile amplificazione del DNA.
- 1985 - Alec Jeffreys scopre il fingerprinting.
- 1989 - Viene sequenziato il gene per la proteina CFTR (che, se mutato, può indurre fibrosi cistica) da parte di Francis Collins e Lap-Chee Tsui; è il primo gene umano ad essere sequenziato.
- 1995 - È sequenziato per la prima volta un genoma batterico, quello di Haemophilus influenzae.
- 1996 - Saccharomyces cerevisiae è il primo organismo eucariote il cui genoma è sequenziato.
- 1998 - È completato il sequenziamento del primo genoma di un organismo pluricellulare: il nematode Caenorhabditis elegans.
- 2001 - Il Progetto Genoma Umano e Celera Genomics annunciano il sequenziamento del genoma umano.
- 2003 - Completato con successo il Progetto genoma umano: il 98% del genoma è sequenziato con un livello di precisione del 99,99%.[11]

## Aree della genetica
Con il passare dei decenni, gli approcci della genetica si sono differenziati, generando di fatto un buon numero di differenti aree in cui si applica la ricerca genetica.

### Genetica formale
La genetica formale (o classica) lavora con le tecniche e le metodologie messe a punto prima dell'avvento della biologia molecolare. In seguito alla scoperta del codice genetico ed alla messa a punto di strumenti come gli enzimi di restrizione, le vie di studio tipiche della genetica formale sono state in parte superate dalle evidenze messe in luce dalla genetica molecolare. Alcuni approcci di genetica formale, in ogni caso, restano decisamente utili ancora oggi. Le leggi di Mendel sono ad esempio ancora decisamente utili per la predizione dell'ereditarietà di alcuni caratteri monogenici. Per l'analisi di molti caratteri multigenici (o multifattoriali), invece, esse sono insufficienti, e si utilizzano approcci molecolari più fini e complessi.

### Genetica comportamentale
La genetica comportamentale studia l'influenza della genetica sul comportamento degli individui. La genetica comportamentale ha messo in evidenza questioni di notevole interesse relativamente all'evoluzione del comportamento animale. In popolazioni di suricati o di guppy, ad esempio, la presenza di individui con ruolo di vedetta contro i predatori sembra essere geneticamente determinata. Tali individui hanno una aspettativa di vita decisamente minore rispetto agli altri e la loro presenza, stando alle regole della selezione naturale, dovrebbe venir meno in poche generazioni.

### Genetica clinica
La genetica clinica (o genetica medica) raccoglie numerose applicazioni della genetica alla medicina. Il ruolo della genetica in patologia, infatti, è decisamente importante. Molte malattie, infatti, hanno causa scatenante essenzialmente ereditaria. Per altre, le cause genetiche sono presenti ma non sufficienti per indurre la patologia. Tra gli approcci della genetica clinica figurano la citogenetica e la consulenza genetica. Una nuova branca derivante dalle applicazioni delle conoscenze genetiche in medicina e nella pratica clinica è rappresentata dalla genetica personalizzata. Grazie alle scoperte derivanti dal sequenziamento del genoma umano è ora possibile eseguire degli studi predittivi sull'incidenza di una data patologia su un campione o su un individuo rispetto alla popolazione generale.

### Genetica molecolare
La genetica molecolare pone le sue basi sulla genetica classica, ma si focalizza sulla struttura e la funzione dei geni a livello molecolare. Questa disciplina utilizza sia le metodologie della genetica classica, che della biologia molecolare. Una branca importante della genetica molecolare, detta sistematica molecolare, analizza a livello molecolare la filogenesi e permette l'analisi della corretta classificazione scientifica degli organismi.
Lo studio dei caratteri ereditari non strettamente associati a modifiche della sequenza del DNA sono invece il campo di studio dell'epigenetica.

### Genetica delle popolazioni
La genetica delle popolazioni analizza le caratteristiche genetiche delle popolazioni nel loro insieme mediante metodi matematici, ed in particolare afferenti alla teoria delle probabilità e alla statistica. La disciplina studia, in particolare, le distribuzioni e le variazioni nelle frequenze alleliche dei geni sotto l'influsso delle quattro forze che regolano l'evoluzione: la selezione naturale, la deriva genetica, le mutazioni e le migrazioni. Questa branca, dunque, è in grado di spiegare fenomeni come l'adattamento e la speciazione.
La genetica delle popolazioni consta di due ulteriori sotto-discipline.
- La genetica quantitativa si prefigge di predire la risposta alla selezione in base ad informazioni sul fenotipo e le relazioni tra gli individui. Un recente sviluppo di questa disciplina consiste nell'analisi dei tratti quantitativi.
- La genetica ecologica è più focalizzata sui temi ecologici e studia prevalentemente le dinamiche delle popolazioni selvatiche.

### Genomica
La genomica è la branca di più recente nascita. Essa si prefigge lo scopo di studiare le caratteristiche genetiche di interi genomi. Ciò è possibile attraverso ampie banche dati biologiche (come Ensembl, che raccoglie informazioni su diversi genomi) ed un crescente numero di strumenti computazionali messi a disposizione dalla bioinformatica.

### Epigenetica
L’epigenetica è lo studio dei processi di interpretazione del corredo genetico del DNA ad opera dell’ambiente cellulare che lo contiene e delle possibili mutazioni informative trasmissibili.
La ricerca epigenetica è una disciplina recente con ampie prospettive, innovativa di applicazione in campo medico, agrario, ecologico, anche il CNR ha dedicato un progetto per queste ricerche.

### Discipline strettamente correlate

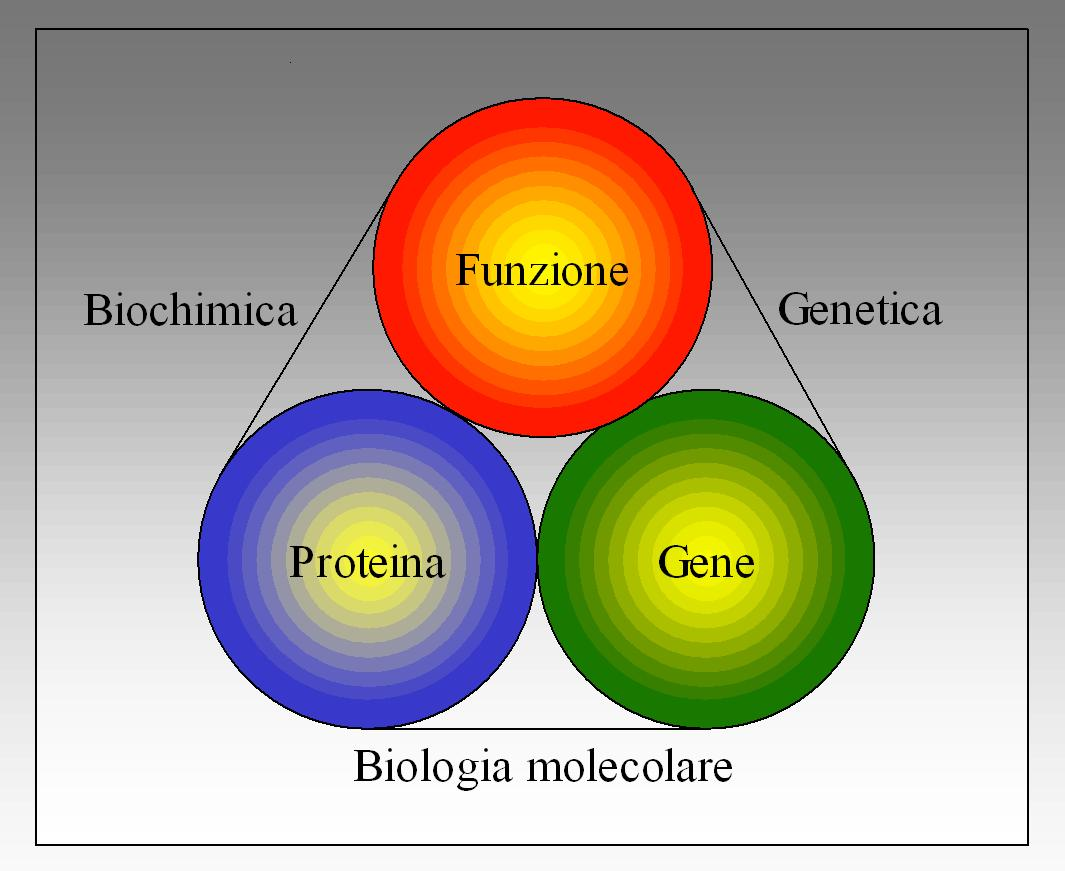
Relazione tra biologia molecolare, genetica e biochimica in un'accezione classica dei relativi campi di studio

Il confine tra la genetica e le discipline affini, come la biologia molecolare e la biochimica non è ben definito ed è destinato ad esserlo sempre meno. Una definizione classica vedeva infatti la biologia molecolare come lo studio dei processi molecolari di replicazione, trascrizione, splicing e traduzione del materiale genetico; la biochimica come lo studio delle sostanze chimiche e del metabolismo degli esseri viventi; la genetica come lo studio dei fenomeni dell'ereditarietà. Tuttavia, oggi molti approcci di genetica molecolare si servono di tecniche e nozioni della biologia molecolare. Allo stesso modo, lo studio approfondito del metabolismo (argomento prettamente biochimico) non può esimersi dall'investigare i processi molecolari che lo controllano a livello genico. Le tre discipline, dunque, solo idealmente trattano aspetti diversi della biologia microscopica, di fatto i campi di studio sono notevolmente sovrapposti.